# Dasophrys dorattina
Dasophrys dorattina là một loài ruồi trong họ Asilidae. Dasophrys dorattina được Londt miêu tả năm 1981. Loài này phân bố ở vùng nhiệt đới châu Phi.